# Chrysler CA
La CA è un'autovettura mid-size prodotta dalla Chrysler nel 1934. La versione a passo lungo era denominata Chrysler CB.

## Storia
La vettura era dotata di un motore a valvole laterali e sei cilindri in linea da 3.959 cm³ di cilindrata che sviluppava 93 CV di potenza. Era disponibile, tra gli optional, una versione potenziata del propulsore da 100 CV. Il propulsore era anteriore, mentre la trazione era posteriore. Il cambio era manuale a tre rapporti e la frizione era monodisco a secco. I freni erano idraulici sulle quattro ruote. Il parabrezza era assemblato in un solo pezzo e le portiere erano incernierate posteriormente.
La CA, che era la versione a passo corto (2.972 mm), era disponibile con corpo vettura berlina due e quattro porte, coupé due porte e cabriolet due porte. La CB, ovvero la versione a passo lungo (3.073 mm), era disponibile come berlina quattro porte e cabriolet quattro porte. Di CA ne furono assemblati 23.802 esemplari, mentre di CB ne vennero prodotte 1.450 unità.